# Tiroir postérieur
Le tiroir postérieur est une mobilité anormale du genou qui se retrouve en situation pathologique lors d'une rupture du ligament croisé postérieur (LCP).
Le tiroir postérieur, tout comme le tiroir antérieur, est facilement diagnosticable. Il suffit de fléchir la jambe d'environ 90° puis de tirer vers l'arrière sur la partie supérieure du tibia, qui fait alors un mouvement de translation vers l'arrière, un peu comme un tiroir en effet.